# Guamuchilito
Guamuchilito är en ort i Mexiko.   Den ligger i kommunen Tecuala och delstaten Nayarit, i den centrala delen av landet, 700 km väster om huvudstaden Mexico City. Guamuchilito ligger 6 meter över havet och antalet invånare är 136.
Terrängen runt Guamuchilito är huvudsakligen platt, men österut är den kuperad. Runt Guamuchilito är det glesbefolkat, med 18 invånare per kvadratkilometer. Närmaste större samhälle är Tecuala, 17,3 km norr om Guamuchilito. 